# CSM Corona Brașov (hockey sur glace)
Cet article traite de l'équipe de hockey sur glace. Pour le club omnisports, voir CSM Corona Brașov et pour l'équipe féminine de handball, voir CSM Corona Brașov (handball).
Le CSM Corona Brașov est un club de hockey sur glace basé à Brașov en Transylvanie, au centre de la Roumanie. Fondé en 2007 sous le nom de SCM Fenestela 68 Brașov puis nommé ASC Corona 2010 Brașov, il constitue aujourd'hui une section du club omnisports du CSM Corona Brașov et évolue dans la Liga Națională et dans la MOL Liga.
Tout comme le HSC Csíkszereda, l'équipe est très majoritairement composée de Hongrois de Transylvanie. L’équipe est surnommée les « Wolves ».

## Historique
Le prédécesseur du Corona Brașov (2010) était le CSM Fenestela 68 créé trois ans plus tôt. Son premier résultat notable a été une deuxième place de la Coupe de Roumanie dès sa première saison. Il a depuis été régulièrement sur les podiums nationaux, en coupe en et championnat et participe également à la compétition d'Europe Centrale, la MOL Liga.

## Logos

Logo du SCM Fenestela 68 Brașov
Corona Brașov Fenestela 68
Logo du club omnisports

## Joueurs

### Adresses
- Siège : B-dul Garii nr. 21, Brașov
- Patinoire : Str. Turnului nr. 5, Brașov

## Palmarès
- Coupe de Roumanie : 2012

## Salle
Les Corona Wolves évoluent dans l'arène la plus neuve de Roumanie, la Patinoire olympique de Brașov (roumain : Patinoarul Olimpic) inauguré en janvier 2010. D'une capacité d'environ 1 604 places assises, elle a été qualifiée de « meilleure arène de la MOL Liga » par l'entraîneur adjoint du club, le suédois Greg Lindqvist. La patinoire se trouve dans le parc « Tractorul » situé tout près de la gare la rendant ainsi très facile d'accès par les transports en commun.